# Зелінський Ілля Володимирович
Ілля́ Володи́мирович Зелі́нський (нар. 21 жовтня 1989, Миколаїв, Українська РСР, СРСР) — український громадський діяч, військовик, учасник російсько-української війни, кавалер орденів «За заслуги» та «За мужність» III ступеня.

## Життєпис
Народився 21 жовтня 1989 року в місті Миколаїв. Закінчив середню школу № 5.
Належить до ультрас миколаївського футбольного клубу «Миколаїв», разом з якими у 2014 році брав участь у подіях Революції гідності спочатку в Києві, а потім і в Миколаєві. Того ж року добровольцем вступив у новостворений батальйон патрульної служби міліції особливого призначення «Азов» (в/ч 3057), брав участь в обороні населених пунктів поблизу Маріуполя, спочатку в Широкинській наступальній операції, а потім в обороні села Широкине.
Після повернення з фронту і звільнення з лав МВС почав активну громадську діяльність. Зокрема, в 2016 році організував реабілітаційний табір для учасників бойових дій «Kinburn Navy Camp». Того ж року створив і очолив громадське формування з охорони громадського порядку «Бузький Гард», яке об’єднало близько 30 осіб. У 2020 році об'єднання разом з місцевими екологами, волонтерами і членами «Асоціації учасників та інвалідів АТО» виступало проти підняття рівня вод Південного Бугу, що призвело б до затоплення національного природного парку «Бузький Гард».
Наприкінці 2020 року разом з громадським об'єднанням «Бузький Гард» захищав незаконно розкопаний Скобелівський курган у Миколаївській області віком 2500 років. Завдяки публічному розголосу тоді роботи вдалося зупинити, проте курган зазнав серйозних втрат і був фактично зритий.
У 2021 році завершив навчання в Чорноморському національному університеті імені Петра Могили за спеціальністю «Історія та археологія». Того ж року, залучивши місцевих краєзнавців, намагався привернути увагу до знищення історичної будівлі в Миколаєві на вулиці Велика Морська.
З початком повномасштабного вторгнення Росії в Україну у лютому 2022 року брав участь в обороні Миколаєва, визволенні Миколаївської і Херсонської областей і міста Херсон у складі ротно-тактичної групи батальйону 126-ї одеської окремої бригади територіальної оборони та тактичної групи 59-ї окремої мотопіхотної бригади імені Якова Гандзюка, командуючи зведеним підрозділом «Бузький Гард».
Протягом жовтня 2023 року як командир підрозділу брав участь в операції ТГР «Катран» 30-го корпусу морської піхоти України на Лівобережному плацдармі в Херсонській області. Підрозділ брав участь у складі атакуючих сил 36-ї окремої бригади морської піхоти на напрямку Пойма — Піщанівка, пізніше — в боях за населений пункт Кринки та боях за його утримання у складі 37-ї окремої бригади морської піхоти.

## Нагороди
- Нагрудний знак «Учасник АТО»;
- Медаль «За оборону Маріуполя» (2015);
- Відзнака полку «Азов» «За участь в Павлопіль-Широкінській операції» (2015);
- Ювілейна нагорода Черкаської обласної державної адміністрації «Холодний Яр» (2016);
- Почесна відзнака Миколаївської обласної ради «За заслуги перед Миколаївщиною» II ступеня (2017);
- Орден «За заслуги» III ступеня (2019);
- Орден «За мужність» ІІІ ступеня (2024[24]).